# Jaime Janer
Jaime Janer (Tarrasa, 20 de mayo de 1900-3 de octubre de 1941) fue un ciclista español. Junto a Victorino Otero fueron los primeros españoles en terminar el Tour de Francia, lográndolo en 1924. Participó en tres ediciones.
Participó en tres ediciones de la prueba ciclista francesa. En la primera de ellas, en 1920, se inscribió en la categoría de «isolés», pero no logró terminar la prueba al abandonar en la quinta etapa. Al año siguiente, en 1921, tuvo que abandonar en la undécima etapa, tras haber recorrido 3.800 km. En 1924, la tercera vez que participaba en el Tour, logró terminarlo, finalizando en 30.ª posición de la general.